# Reifen-Fahrbahn-Geräusch
Das Reifen-Fahrbahn-Geräusch ist eine der Hauptkomponenten des Außengeräusches von Kraftfahrzeugen. Es ist wesentlich an der Entstehung des Straßenverkehrslärms beteiligt.

## Bedeutung des Reifen-Fahrbahn-Geräusches
Das Reifen-Fahrbahn-Geräusch hat seit den 1970er Jahren ständig an Bedeutung gewonnen, da die Antriebsgeräusche seit dieser Zeit deutlich reduziert werden konnten. Bei Pkw dominiert das Antriebsgeräusch bei Konstantfahrt meistens nur noch im ersten und teilweise im zweiten Gang. Auch beim Beschleunigen überwiegt das Antriebsgeräusch. In nahezu allen Fahrsituationen außerorts dominiert das Reifen-Fahrbahn-Geräusch. Erst bei hohen Autobahngeschwindigkeiten wird das aerodynamische Geräusch zur lautesten Komponente.

## Mechanismen zur Entstehung des Reifen-Fahrbahn-Geräusches
Zur Geräuschentstehung beim Abrollen des Reifens auf der Straßenoberfläche tragen unterschiedliche Mechanismen bei. Sowohl Körperschall- als auch Luftschallquellen sind an der Entstehung des Reifen-Fahrbahn-Geräusches beteiligt. Die Ursachen und die Abstrahlbedingungen sind sehr komplex und von der Kombination Reifen-Fahrbahn abhängig. Die wichtigsten Mechanismen, die zur Schallabstrahlung frei rollender Reifen führen sind:
- Airpumping und
- Reifenschwingungen

### Airpumping
Als Airpumping(-Geräusch) wird eine Komponente des Reifen-Fahrbahn-Geräusches bezeichnet, die durch Luftverdrängungs- und -ansaugeffekte im Bereich des Reifenlatsches erzeugt wird. Das Zusammendrücken des Reifenprofils im Reifeneinlauf (bei beginnendem Kontakt einer Laufflächenzone mit der Fahrbahnoberfläche) und das Abdecken der Fahrbahnstruktur durch die Profilklötze des Reifens führt dort zum Herauspressen der Luft. Dagegen strömt die Luft in die Kontaktzone im Reifenauslauf zurück, wenn die Profilbereiche wieder von der Fahrbahn abzuheben beginnen.
Das Airpumping ist für den aeroakustischen Anteil des Reifen-Fahrbahn-Geräusches verantwortlich und stellt – abhängig von der Reifen-Fahrbahn-Kombination – neben Karkassen- und Profilschwingungen eine seiner Hauptursachen. Airpumping-Geräusche treten umso stärker auf, je weniger rau und je weniger porös eine Straßenoberfläche ist. Die Geschwindigkeit und die Menge der strömenden Luft bestimmen dabei die Lautstärke, die Form der Kanäle sorgt für das Klangbild und die Tonhöhe.

### Reifenschwingungen

Simulation eines rollenden Reifens auf einem Trommelprüfstand, Darstellung der Strukturamplitude (IBNM, Leibniz Universität Hannover)

Beim Abrollen des Reifens auf der Fahrbahn wird der Reifen durch die Rauhigkeit des Laufflächenprofils und der Fahrbahnoberfläche zu radialen und tangentialen Schwingungen angeregt. Durch diese Reifenschwingungen wird Luftschall erzeugt. Die Schallabstrahlung erfolgt dabei vorwiegend in unmittelbarer Nähe des Latschbereiches. Von besonderer Bedeutung ist die Abstrahlcharakteristik des Reifens. Die von der Straßen- und Reifenoberfläche gebildeten keilförmigen Trichter im Ein- und Auslaufbereich führen zu deutlicher Verstärkung der Schallabstrahlung in Richtung der sich öffnenden Trichter.
Die Schwingungsanregungen des Reifens, die man durch Beschleunigungsmessung an Profilblöcken bestimmen kann, werden primär durch impulshafte Vorgänge verursacht:
- Aufschlageffekt

Von zentraler Bedeutung für das Aufschlagen der Profilelemente ist die Abplattung des Reifens im Kontaktbereich mit der Fahrbahn. Dies hat zur Folge, dass beim abrollenden Reifen Profilelemente im Einlauf auf die Fahrbahn aufschlagen und kurzzeitig mit über 1000 m/s² radial beschleunigt werden. Die Höhe der Beschleunigung steigt mit dem Quadrat der Geschwindigkeit; schon bei 100 km/h können 5000 m/s² erreicht werden.
- Gleitvorgänge im Latsch

Beim Abrollen eines Reifens treten im Latsch Gleitbewegungen auf, wenn der eigentlich zweidimensional gekrümmte Laufstreifen in die Kontaktebene gedrückt wird. Die Folge sind kleine Rutschbewegungen von Profilelementen auf der Straßenoberfläche. Auch diese Stick-Slip-Effekte führen zu Körperschallanregungen in der Reifenstruktur.
- Stollenschwingungen

In der Kontaktzone werden die Profilelemente verspannt, wenn der zweidimensional gekrümmte Laufstreifen in die Kontaktebene gedrückt wird. Die verbleibenden Schubspannungen entladen sich im Auslaufbereich des Reifens durch impulsförmiges "Ausschnappen" der von der Fahrbahn abhebenden Profilelemente. Dies führt zu Stollenschwingungen, die wiederum auf die Karkasse übertragen werden. Besonders ausgeprägt ist diese Erscheinung auf glatten Fahrbahnen, wo ein guter Kontakt zwischen Reifen und Fahrbahn zu hohen tangentialen Reibkräften in der Aufstandsfläche führt.

## Einflussgrößen auf das Reifen-Fahrbahn-Geräusch
Die durch die unterschiedlichen Entstehungsmechanismen erzeugten Geräuschanteile sind von zahlreichen Einflussgrößen abhängig. Fahrzeuggeschwindigkeit, Profilaufbau und Straßenbeschaffenheit haben dabei den größten Einfluss auf den Gesamtpegel und die spektrale Zusammensetzung des von der Reifen-Fahrbahn-Kombination erzeugten Geräusches. Die durch den Reifen-Fahrbahnkontakt erzeugten Summenpegel der Rollgeräusche-Schallintensität steigen allgemein in etwa mit der zweiten Potenz der Geschwindigkeit an, die Schallintensität der Umströmungsgeräusche durch den Fahrtwind nehmen hingegen in etwa mit der 6. Potenz der Fahrgeschwindigkeit zu.

### Einfluss der Fahrbahn
Die Art der Straßenoberfläche übt den größten Einfluss auf die Reifen-Fahrbahn-Geräusche aus. Es ist aus Untersuchungen bekannt, dass verschiedene Fahrbahnbeläge bei Messungen unter sonst konstanten Bedingungen zu Unterschieden im Reifen-Fahrbahn-Geräusch von bis zu 10 dB(A) führen können. Sowohl bei Asphalt- als auch bei Betondecken erweisen sich Größtkorngrößen von 5 bis 8 mm als akustisch günstig. Besonders geräuscharm sind offenporige Asphaltbeläge.

### Einfluss des Reifens
Bei allen Bemühungen um Maßnahmen, die die Reduzierung des Reifengeräusches zum Ziel haben, darf man nicht vergessen, dass der Reifen in erster Linie fahrsicherheitstechnischen Anforderungen, wie Fahrstabilität, Kurvenverhalten, Verhalten bezüglich Aquaplaning (Wasserglätte), Haltbarkeit, Verschleißfestigkeit etc. gerecht werden muss. Bei einer Anzahl von Parametern führt eine Reduzierung des Reifen-Fahrbahn-Geräusches zu Einbußen bei der Fahrsicherheit. Wie Geräuschmessungen einerseits und Gleitbeiwertmessung andererseits für verschiedenen Reifen-Fahrbahn-Kombinationen gezeigt haben, können jedoch auch "leise" Reifen-Fahrbahn-Kombinationen gute fahrdynamische Eigenschaften aufweisen, auch bei nasser Fahrbahn. Weiterhin gibt es seit Oktober 1999 einen ersten Reifenhersteller, der eines seiner Produkte mit dem Blauen Engel für lärmarme und kraftstoffsparende Reifen auszeichnet.
Das von einem Reifen ausgehende Geräusch wird stark von dessen mechanischen und konstruktiven Eigenschaften bestimmt; es steigt z. B. mit der Reifenhärte deutlich an. Auch eine größere Reifenbreite führt tendenziell zu einer Erhöhung der Reifen-Fahrbahn-Geräusche; die vorherrschende Tendenz zur Verwendung breiter Reifen führt deshalb zu einer deutlichen Erhöhung der Reifengeräusche. Weiterhin ist eine günstige Profilgestaltung von großer Bedeutung. In der Mitte des Reifens, wo kein Drainagevermögen nötig ist, sind Längsprofilierungen günstig. Um tonale Anteile im Geräusch zu vermeiden, werden allgemein unregelmäßige Profilteilungen verwendet.

### Einfluss der Betriebsbedingungen
Beim Befahren nasser Straßen (geschlossener Wasserfilm) ist das Reifen-Fahrbahn-Geräusch gegenüber trockener Fahrbahn beträchtlich höher. Das Geräusch entsteht dabei primär im Einlauf der Reifenaufstandsfläche und hängt in erster Linie mit der Wasserverdrängung zusammen, wobei die zu verdrängende Wassermenge bzw. die Geschwindigkeit, mit der das Wasser aus dem Bereich der Reifenaufstandsfläche verdrängt wird, die Geräuschemission beeinflussen. Wasserteilchen erfahren hier kurzfristig eine hohe Beschleunigung, wodurch das charakteristische Zisch- und Spritzgeräusch im hohen Frequenzbereich verursacht wird.
Eine weitere Einflussgröße auf das Reifen-Fahrbahn-Geräusch ist die Fahrgeschwindigkeit. Die Schallintensität steigt mit der dritten bis vierten Potenz der Fahrgeschwindigkeit bzw. um 9 bis 12 dB(A) pro Geschwindigkeitsverdopplung. Dies bedeutet auch, dass vor allem bei niedrigen Geschwindigkeiten der Einfluss einer absoluten Geschwindigkeitsänderung groß ist. Eine Verringerung der Geschwindigkeit ist daher die wirksamste Methode zur Minderung des Verkehrslärms.
Besonders bei leistungsstarken Nutzfahrzeugen hat sich das auf die Antriebsräder einwirkende Drehmoment als eine ebenfalls bedeutsame Einflussgröße auf das Reifen-Fahrbahn-Geräusch erwiesen. Ursache für den zunehmenden Einfluss der Antriebskraft ist die in den letzten Jahren immer größer werdende Motorleistung der Lastkraftwagen. Auch beim Pkw sind die antriebsbedingten Reifen-Fahrbahn-Geräusche nicht zu unterschätzen. Die resultierenden hohen Zugkräfte bewirken zwangsläufig einen größeren Schlupf zwischen Reifen und Fahrbahn und eine größere Verspannung der Profilblöcke. Dies führt auch zu höheren Pegeln beim Reifen-Fahrbahn-Geräusch. Bei Lkw mit Traktionsreifen kann diese Pegelerhöhung unter Zugkraftwirkung im Vergleich zu frei rollenden Rädern bis zu 20 dB(A) betragen.

### Gegenüberstellung verschiedener Einflussgrößen
Es ist keineswegs so, dass immer der gleiche Reifen auf allen Fahrbahnen der leiseste ist. Tatsächlich wechselt die Rangfolge je nach Fahrbahnbeschaffenheit. Entscheidend ist letztlich nicht der Reifen oder die Fahrbahn, sondern die jeweilige Kombination von beiden. Den größten Einfluss auf das Reifen-Fahrbahn-Geräusch hat die Fahrbahn (um 10 dB(A)). Auch ohne Berücksichtigung spezieller Drainbeläge liegt die Bandbreite noch bei 6 dB(A). Dagegen sind die Möglichkeiten, die der Reifen aufgrund seiner Konstruktion und seiner Profilgestaltung bietet, eher gering. Die Bandbreite bei fester Reifengröße liegt bei etwa 3 dB. Auch wenn zusätzlich zur Konstruktion auch die Reifenbreite mit variiert wird, kommt der reifenseitige Einfluss noch nicht in die Größenordnung des möglichen Fahrbahneinflusses. Das Fahrzeugmodell selbst hat bei antriebslosem Rollen nur geringen Einfluss durch unterschiedliche Gestaltung von Radhäusern und Unterboden.

### Geschwindigkeit, ab der das Reifen-Fahrbahn-Geräusch überwiegt
- Pkw, aus den Jahren 1985–1995, 30–35 km/h, bei Beschleunigung 45–50 km/h[4]
- Pkw ab 1996, 15–25 km/h, bei Beschleunigung 30–45 km/h[4]
- Lkw, aus den Jahren 1985–1995, 40–50 km/h, bei Beschleunigung 50–55 km/h[4]
- Lkw ab 1996, 30–35 km/h, beschleunigt 45–50 km/h[4]

## Messung von Reifen-Fahrbahn-Geräuschen

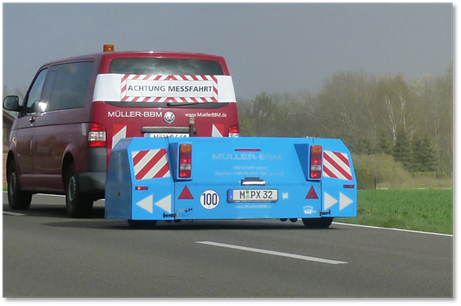
Dem Stand der Technik entsprechender Nahfeld-Geräuschmessanhänger mit Zugfahrzeug und Warnmarkierung (Müller-BBM)

Zur Messung des Reifen-Fahrbahn-Geräusches kommen zwei unterschiedliche Verfahren zum Einsatz: die Fernfeldmethode und die Nahfeldmethode.
Nahfeldmethode, CPX-MessungDie Nahfeldmessmethode wird entweder im Zusammenhang mit speziellen Geräuschmessanhängern oder Trommelprüfständen eingesetzt. Die Anhängermessmethode kann sowohl auf unter Verkehr liegenden, öffentlichen Straßen als auch auf Teststrecken eingesetzt werden. Hier werden in einem Anhänger die Abrollgeräusche von einem oder zwei frei rollenden Reifen in unmittelbarer Nähe des Reifens erfasst. Ebenso kann die Nahfeldmessmethode am Trommelprüfstand im Labor eingesetzt werden.

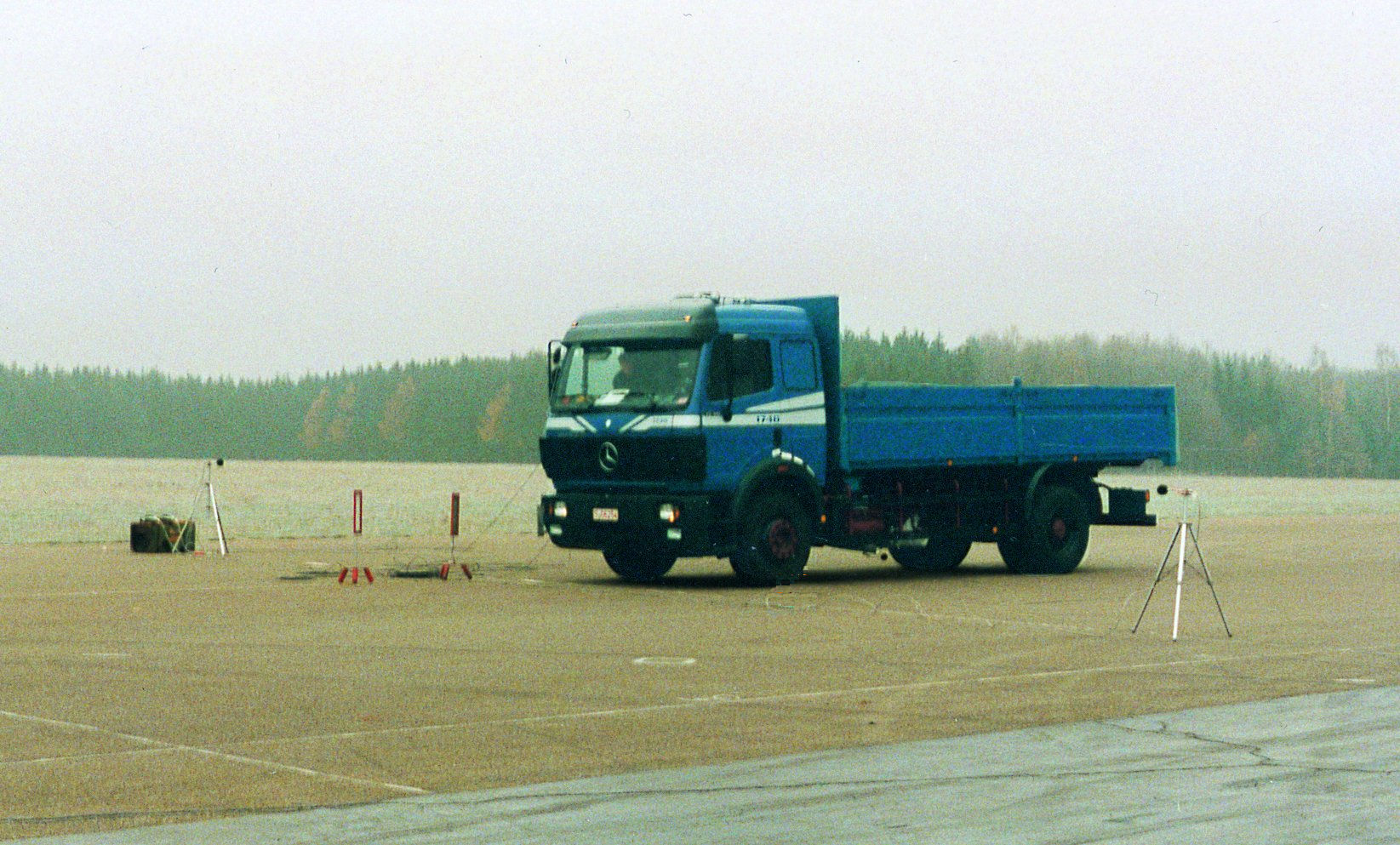
Vorbeifahrtmessung auf dem Testgelände des FKFS, Stuttgart

Fernfeldmethode Bei der Fernfeldmethode wird in 7,5 m Entfernung von der Mitte der Fahrspur und 1,2 m Höhe über der Fahrbahn der Schalldruckpegel beim Vorbeirollen von Versuchsfahrzeugen auf der zu untersuchenden Fahrbahn gemessen, wobei die Fahrzeuge von Mitgliedern des Messteams mit definierten, konstanten Geschwindigkeiten und bestimmten Reifentypen gefahren werden.
Mit diesen Methoden kann bei Einsatz eines Reifenkollektivs der Einfluss verschiedener Straßenoberflächen auf das Reifen-Fahrbahn-Geräusch ermittelt werden. Desgleichen ist eine Differenzierung zwischen vorhandenen Reifenkollektiven auf einer gegebenen Straßenoberfläche möglich.